# 川口屋
株式会社川口屋（かわぐちや）は、福岡県福岡市中央区警固1-15-38に本社を置く主に医薬品・医療機器の卸売りを扱う企業であった。現在はメディセオ・パルタックホールディングスグループの一社「アトル」である。

## 概要
- 代表取締役社長　渡辺自修
- 資本金 4,500万円

## 沿革
- 文化13年　初代　波多江嘉助が福岡市蔵本町1にて薬店を創業、屋号を「川口屋」とする
- 昭和20年福岡医師会・粕屋郡医師会・川口屋商店の出資で「福岡市医薬品配給有限会社」を設立
- 昭和22年「有限会社川口屋商店」を設立
- 昭和22年「福岡市医薬品配給有限会社」を「福岡医薬品有限会社」と商号変更
- 昭和34年1月「有限会社川口屋商店」と「福岡医薬品有限会社」が合併し資本金400万円で「株式会社川口屋」を設立

## 取引メーカー
- 武田薬品工業
- 稲畑産業
- 第一製薬（現:第一三共）
- 明治製菓（現:Meiji Seika ファルマ）
- 富山化学工業
- 大塚製薬
- 大日本製薬（現:大日本住友製薬）
- 協和発酵（現:協和発酵キリン）
- 東京田辺製薬（現:田辺三菱製薬）
- 日本新薬
- エーザイ
- ミドリ十字（現:田辺三菱製薬）
- 台糖ファイザー（現:ファイザー）
- キッセイ薬品工業
- 中外製薬
- 藤沢薬品工業
- 興和新薬
- 山之内製薬（現:アステラス製薬）
- 田辺製薬（現:田辺三菱製薬）

## 関係企業
- リョーゼン・福岡県飯塚市片島2-4-6
- 大隈薬品・福岡県福岡市中央区大手町3-1
- チクヒ薬品・福岡県大牟田市大字甘木字深町31-1
- ホクヨー・福岡県北九州市小倉北区大手町1-13

## 営業所
- 西福岡市支店・福岡市西区大字拾六町321
- 二日市市支店・福岡県筑紫野市大字上古賀34-4
- 小倉支店・福岡県北九州市小倉北区大手町8-7
- 八幡営業所・福岡県北九州市八幡西穴生2-9-7
- 東郷営業所・福岡県宗像郡宗像町大字東郷1142-1
- 前橋営業所・福岡県糸島郡前原町大字萩の浦104-1
- 対馬営業所・長崎県下県郡厳原町大字小浦42-6
- 肥後営業所・熊本県鹿本郡植木町岩野51-4
- 大牟田支店・福岡県大牟田市大字甘木字深町31-1
- 久留米支店・福岡県久留米市津福今町字高低472

## 備考
- 昭和の中期は武田薬品特約店であったが筆頭取引は「稲畑産業」（その後の住友製薬）であった。福岡県では、大手有力卸として武田系が老舗の「鶴原薬品」（その後の鶴原吉井）・「大石薬品」と新興の「小倉薬品」（その後のコーヤク）、三共系は老舗の「大黒南海堂」（その後の九薬）、稲畑系が老舗の「川口屋」田辺・山之内系が新興の「九宏薬品」、塩野義系が老舗の「福岡薬品」という構成であった。